# Futurology
Futurology — дванадцятий студійний альбом британського рок-гурту Manic Street Preachers, виданий 7 липня 2014 року на лейблі Columbia Records.

## Список композицій
| #     | Назва                                                      | Тривалість |
| ----- | ---------------------------------------------------------- | ---------- |
| 1.    | «Futurology»                                               | 3:05       |
| 2.    | «Walk Me to the Bridge»                                    | 3:14       |
| 3.    | «Let's Go to War»                                          | 2:58       |
| 4.    | «The Next Jet to Leave Moscow» (з участю Сіана Сіарана)    | 3:23       |
| 5.    | «Europa Geht Durch Mich» (з участю Ніни Госс)              | 3:24       |
| 6.    | «Divine Youth» (з участю Джорджії Рут)                     | 3:22       |
| 7.    | «Sex, Power, Love and Money»                               | 3:13       |
| 8.    | «Dreaming a City (Hughesovka)»                             | 4:39       |
| 9.    | «Black Square»                                             | 4:07       |
| 10.   | «Between the Clock and the Bed» (з участю Гріна Гертсайда) | 3:35       |
| 11.   | «Misguided Missile»                                        | 4:19       |
| 12.   | «The View from Stow Hill»                                  | 4:08       |
| 13.   | «Mayakovsky»                                               | 3:38       |
| 47:05 |                                                            |            |

| Бонус-треки японського видання | Бонус-треки японського видання | Бонус-треки японського видання |
| #                              | Назва                          | Тривалість                     |
| ------------------------------ | ------------------------------ | ------------------------------ |
| 14.                            | «Antisocialmanifesto»          | 3:01                           |
| 15.                            | «Kodawari»                     | 3:20                           |
| 16.                            | «Ocean Spray» (live at The O2) | 4:35                           |
| 17.                            | «You Love Us» (live at The O2) | 3:31                           |
| 61:35                          |                                |                                |

| Deluxe Edition (Бонус-диск) | Deluxe Edition (Бонус-диск)            | Deluxe Edition (Бонус-диск) |
| #                           | Назва                                  | Тривалість                  |
| --------------------------- | -------------------------------------- | --------------------------- |
| 1.                          | «Futurology» (demo)                    | 3:03                        |
| 2.                          | «Walk Me to the Bridge» (demo)         | 3:16                        |
| 3.                          | «Let's Go to War» (demo)               | 1:51                        |
| 4.                          | «The Next Jet to Leave Moscow» (demo)  | 3:05                        |
| 5.                          | «Europa Geht Durch Mich» (demo)        | 3:22                        |
| 6.                          | «Divine Youth» (demo)                  | 3:09                        |
| 7.                          | «Sex, Power, Love and Money» (demo)    | 3:14                        |
| 8.                          | «Dreaming a City (Hughesovka)» (demo)  | 4:20                        |
| 9.                          | «Black Square» (demo)                  | 3:42                        |
| 10.                         | «Between the Clock and the Bed» (demo) | 3:30                        |
| 11.                         | «Misguided Missile» (demo)             | 4:11                        |
| 12.                         | «The View from Stow Hill» (demo)       | 4:08                        |
| 13.                         | «Mayakovsky» (demo)                    | 3:04                        |
| 14.                         | «Blistered Mirrors»                    | 2:51                        |
| 15.                         | «Empty Motorcade»                      | 3:57                        |
| 16.                         | «The Last Time I Saw Paris»            | 4:04                        |

## Учасники запису
| Manic Street Preachers - Джеймс Дін Бредфілд — вокал, гітара, ударні, бас-гітара, клавішні - Ніки Вайр — бас-гітара, баритон-гитара, omnichord, бек-вокал, програмування ударних, ударні - Шон Мур — ударні, гітара, секвенсори, програмування Технічний персонал - Лоз Вільямс — продюсування, клавішні - Алекс Сільва — продюсування - Тім Янг — мастеринг | Додаткові музиканти - Сіан Сіаран — клавішні на «Futurology» і «The Next Jet to Leave Moscow» - Кейт ле Бон — бек-вокал на «Let’s Go to War» - Гевін Фітцджон — бек-вокал на «Let’s Go to War» - Ейч Гоклайн — бек-вокал на «Let’s Go to War» - Ніна Госс — вокал на «Europa Geht Durch Mich» - Джорджія Рут — вокал і арфа на «Divine Youth» - Грін Гертсайд — вокал на «Between the Clock and the Bed» - Нік Нейсміт — клавішні на «The Next Jet to Leave Moscow» і «Divine Youth» - Річ Бік — бубен на «Divine Youth» - Berliner Kneipenchor — хор на «Misguided Missile» |

## Позиції в чартах
| Чарт            | Позиція |
| --------------- | ------- |
| Бельгія         | 57      |
| Велика Британія | 2       |
| Данія           | 35      |
| Ірландія        | 8       |
| Італія          | 96      |
| Канада          | 1       |
| Нідерланди      | 42      |
| Німеччина       | 33      |
| США             | 2       |
| Фінляндія       | 17      |
| Швейцарія       | 51      |
| Японія          | 36      |